# Karl-Hans Riehm
Karl-Hans Riehm (Konz, 31 marzo 1951) è un ex martellista tedesco.
È stato detentore del record mondiale e gareggiando per la Germania Ovest vinse una medaglia d'argento ai Giochi olimpici.

## Biografia
A 19 anni partecipò per la prima volta alle Olimpiadi, giungendo decimo nella finale di Monaco di Baviera 1972. Il 19 maggio 1975 fu protagonista di una prestazione sensazionale in una gara svoltasi a Rehlingen, dove dapprima stabilì il record mondiale e successivamente lo migliorò ulteriormente per altre due volte; tutti i suoi sei lanci risultarono superiori al precedente primato, che apparteneva al sovietico Aleksej Spiridonov. L'anno seguente, tuttavia, mancò la conquista di una medaglia olimpica a Montréal 1976 rimanendo per due centimetri ai piedi di un podio interamente occupato dai lanciatori sovietici.
Dopo aver ottenuto eccellenti risultati in Coppa Europa e in Coppa del mondo nel quadriennio successivo, rimaneva fra i favoriti in vista dei Giochi di Mosca 1980 ma non poté prendervi parte per via del boicottaggio. Riuscì infine ad agguantare una medaglia olimpica a Los Angeles 1984 dove, assenti i sovietici, conquistò la medaglia d'argento giungendo, per 10 cm, dietro al finlandese Juha Tiainen.

## Palmarès
| Anno | Manifestazione | Sede        | Evento              | Risultato | Prestazione | Note |
| ---- | -------------- | ----------- | ------------------- | --------- | ----------- | ---- |
| 1978 | Europei        | Praga       | Lancio del martello | Bronzo    | 77,02 m     |      |
| 1984 | Olimpiadi      | Los Angeles | Lancio del martello | Argento   | 78,96 m     |      |

## Altre competizioni internazionali
1975
- Oro in Coppa Europa ( Nizza), Lancio del martello

1977
- Oro in Coppa del mondo ( Düsseldorf), Lancio del martello
- Oro in Coppa Europa ( Helsinki), Lancio del martello

1979
- Oro in Coppa Europa ( Torino), Lancio del martello
- Argento in Coppa del mondo ( Montréal), Lancio del martello

1981
- Argento in Coppa Europa ( Zagabria), Lancio del martello
- Argento in Coppa del mondo ( Roma), Lancio del martello